# Maikol Gonzalez
Maikol Edixon Gonzalez  (nacido en San Francisco, Zulia, Venezuela, el 29 de marzo de 2000
), es un beisbolista profesional venezolano que juega en las posiciones de Tercera base en la Liga Venezolana de Béisbol Profesional, con el equipo Leones del Caracas.

## Carrera en el béisbol
Se inicia en el año 2010 con los Tiburones de La Guaira, mas este equipo le brindó escasas oportunidades dejándolo en libertad al poco tiempo.
Luego, en 2014 firma con Cardenales de Lara, equipo que dos años más tarde también lo deja en libertad y luego es invitado a los entrenamientos con los Leones del Caracas, equipo con el cual logró establecerse definitivamente en el año 2017 (si bien una lesión lo alejó por un tiempo de las acciones).